# Händene
Händene är kyrkbyn i Händene socken i Skara kommun i Västergötland belägen en kilometer nordväst om Skara. Där ligger Händene kyrka.